# Komenda Rejonu Uzupełnień Łańcut

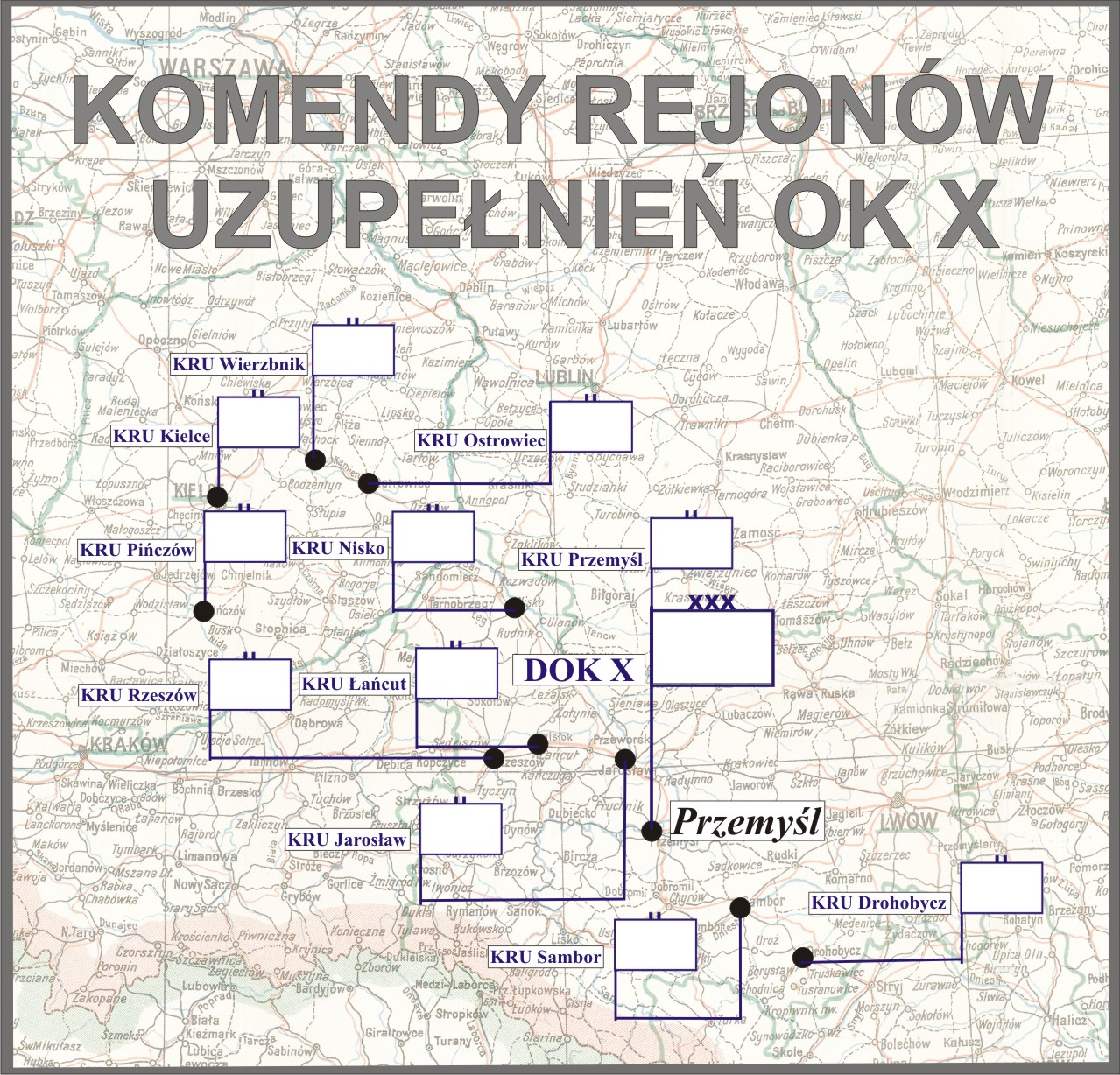
Komendy rejonów uzupełnień OK X

Komenda Rejonu Uzupełnień Łańcut (KRU Łańcut) – organ wojskowy właściwy w sprawach uzupełnień Sił Zbrojnych II Rzeczypospolitej i administracji rezerw w powierzonym mu rejonie.

## Historia komendy
Z dniem 1 października 1927 roku na terenie Okręgu Korpusu Nr X została utworzona Powiatowa Komenda Uzupełnień Łańcut obejmująca swoją właściwością powiaty: łańcucki i przeworski. Powiat łańcucki został wyłączony z PKU Nisko, a powiat przeworski z PKU Jarosław.
1 lipca 1938 roku weszła w życie nowa organizacja służby poborowej, zgodnie z którą dotychczasowa PKU Łańcut została przemianowana na Komendę Rejonu Uzupełnień Łańcut przy czym nazwa ta zaczęła obowiązywać 1 września 1938 roku, z chwilą wejścia w życie ustawy z dnia 9 kwietnia 1938 roku o powszechnym obowiązku wojskowym.
Komendant Rejonu Uzupełnień w sprawach dotyczących uzupełnień Sił Zbrojnych i administracji rezerw podlegał bezpośrednio dowódcy Okręgu Korpusu Nr X. Rejon uzupełnień nie uległ zmianie i nadal obejmował powiaty: łańcucki i przeworski.

## Obsada personalna
Komendanci
- mjr piech. Stanisław Peszkowski (VII 1927[5] – 31 III 1928 → stan spoczynku[6])
- mjr piech. Eugeniusz Sypniewski (IV 1928[7] – II 1929 → dyspozycja dowódcy OK X[8])
- ppłk art. Lucjan Tadeusz Szulc (III 1929[9] – VI 1930[10])
- kpt. piech. Antoni Niedenthal (p.o. 25 IV – 8 VIII 1929[11])
- mjr piech. Ryszard Korzański (VI[12][13] – IX 1930 → komendant PKU Bydgoszcz Miasto[14])
- mjr piech. Jan Rymsza (IX 1930[15][16] – III 1934 → dyspozycja dowódcy OK X[17])
- mjr piech. Józef Geronis de Libuschin (IV 1934[18] – VII 1935 → dyspozycja dowódcy OK X[19])
- kpt. piech. / mjr adm. (piech.) Edmund Posłuszny[a] (VIII 1935[25] – 1939[26])

Obsada pozostałych stanowisk funkcyjnych PKU w latach 1927–1938
- kierownik I referatu ewidencji i zastępca komendanta
  - kpt. piech. Antoni Niedenthal (VII 1927 – 1938 → kierownik II referatu KRU)
- kierownik II referatu uzupełnień
  - kpt. tab. Zygmunt Siewiński (XI 1927[29] – IX 1930[30] → 5 Dywizjon Taborów)
  - por. piech. / kpt. adm. Gustaw Lencznarowicz (IX 1930 – 1938 → kierownik I referatu KRU)
- referent – por. piech. Gustaw Lencznarowicz (VII 1927 – IX 1930 → kierownik II referatu)

Obsada pozostałych stanowisk funkcyjnych KRU w latach 1938–1939
- kierownik I referatu ewidencji – kpt. adm. (piech.) Gustaw Lencznarowicz[c] †28 XI 1942 KL Auschwitz[24]
- kierownik II referatu uzupełnień – kpt. adm. (piech.) Antoni Niedenthal